# Markostav, Volodîmîr-Volînskîi
Markostav (în ucraineană Маркостав) este un sat în comuna Bubniv din raionul Volodîmîr-Volînskîi, regiunea Volînia, Ucraina.

## Demografie
Componența lingvistică a localității Markostav
     Ucraineană (100%)
Conform recensământului din 2001, toată populația localității Markostav era vorbitoare de ucraineană (100%).